# 第戎音乐台
音乐台（Kiosque à musique）位于法国勃艮第第戎威尔逊总统广场，新艺术运动风格，建于1912年。1972年列为法国历史古迹。
其历史可追溯到1869年，当时是一个木制凉亭。目前的新艺术运动风格八角形音乐台建于1912年，建筑师Paul Desherault。

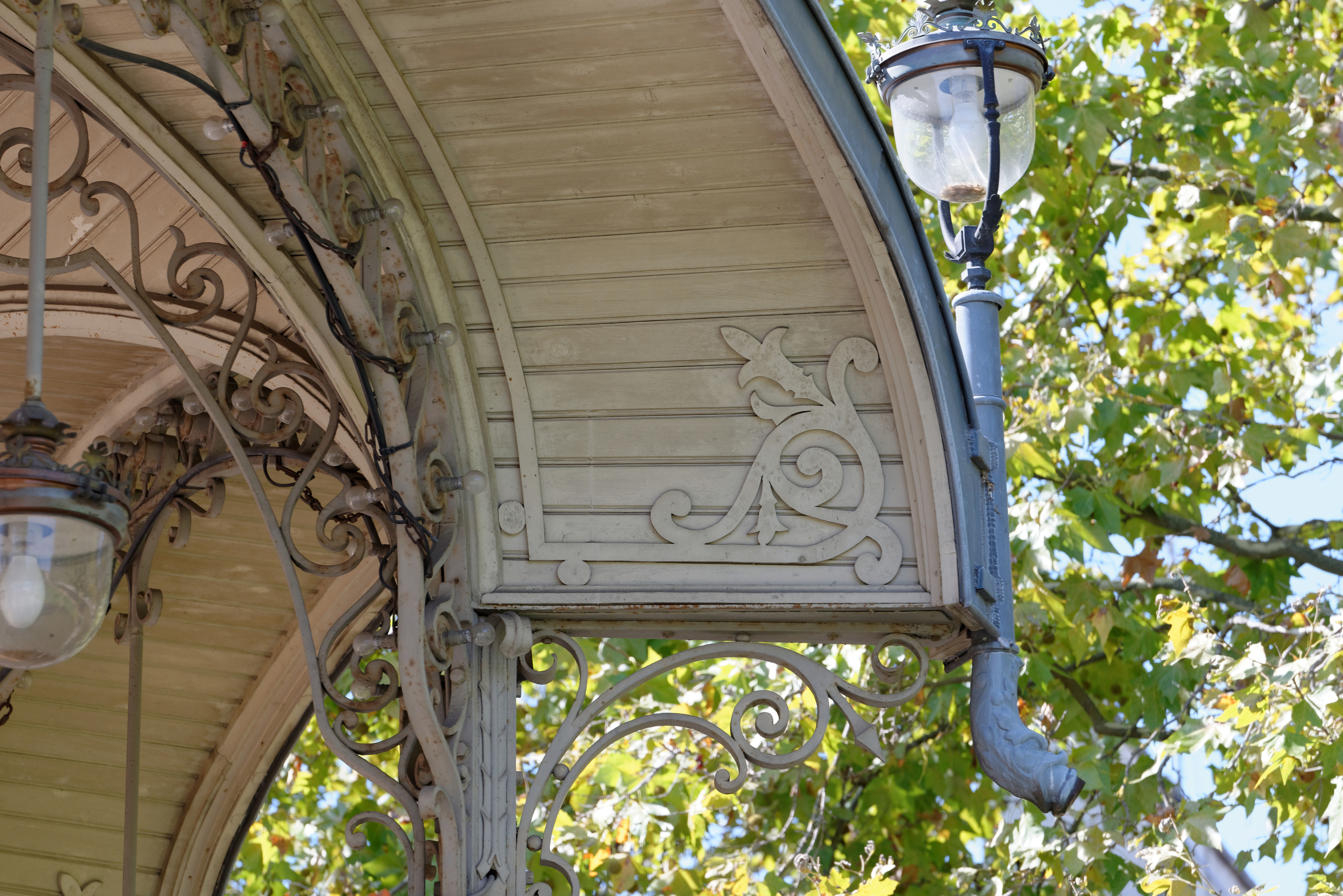
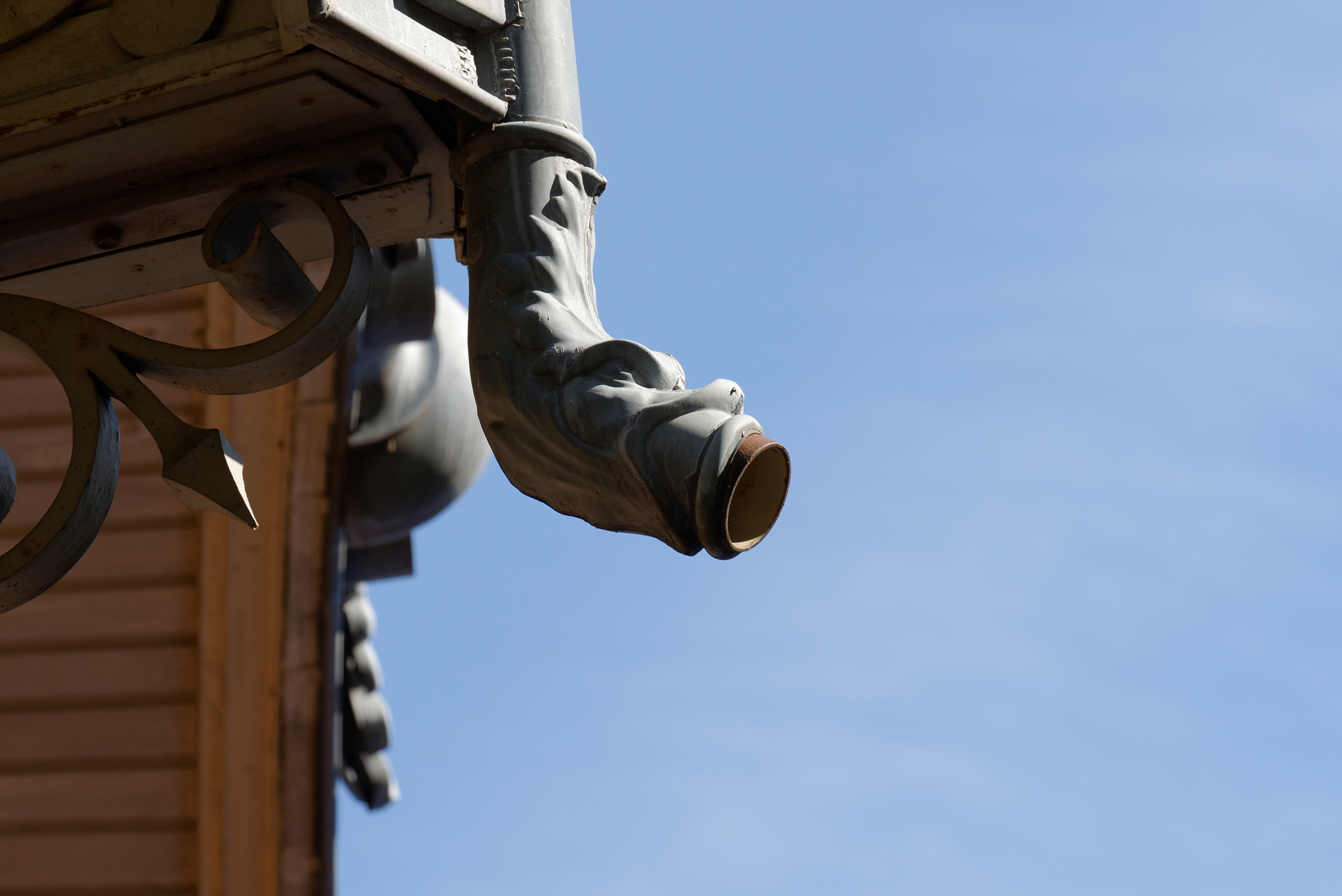
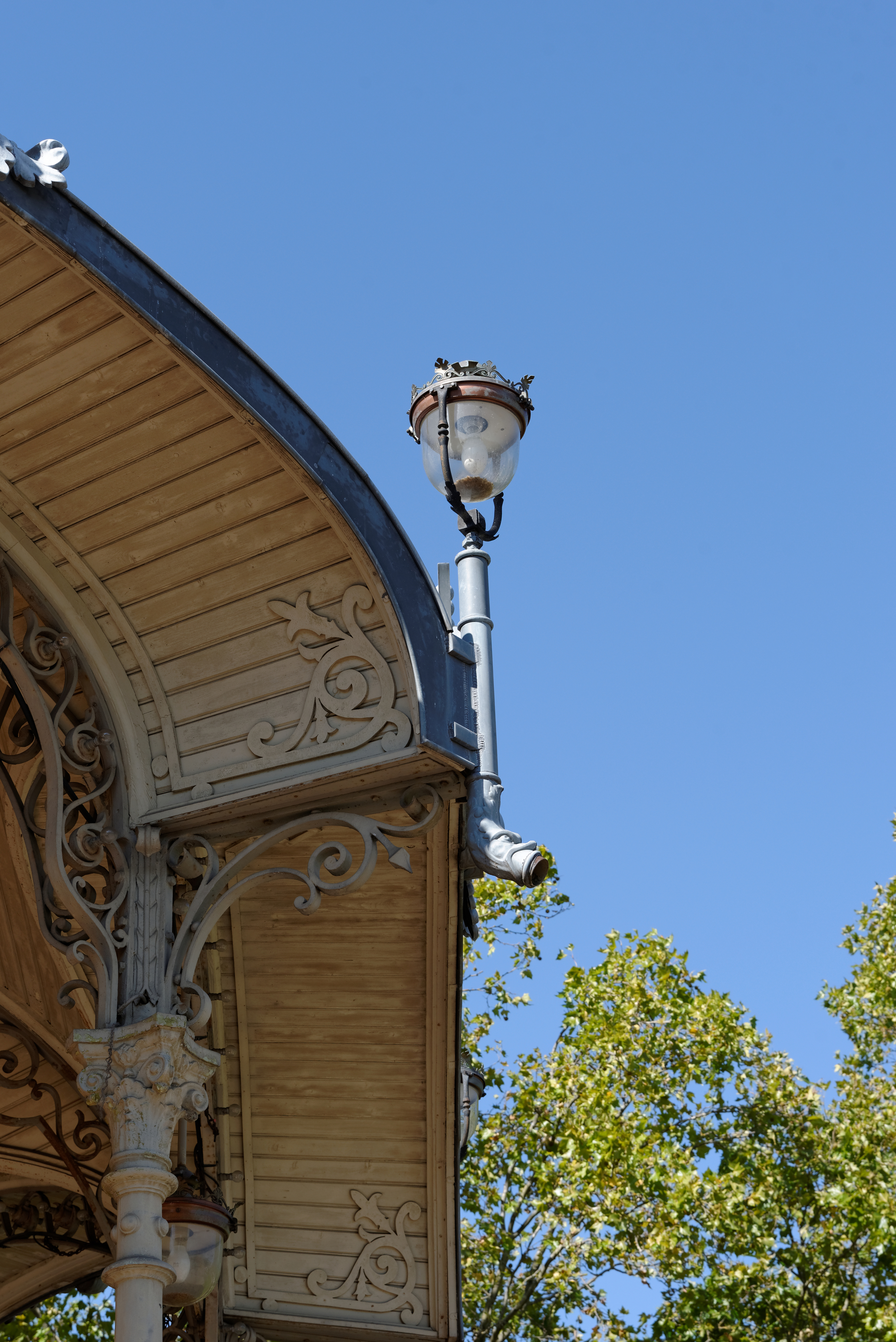
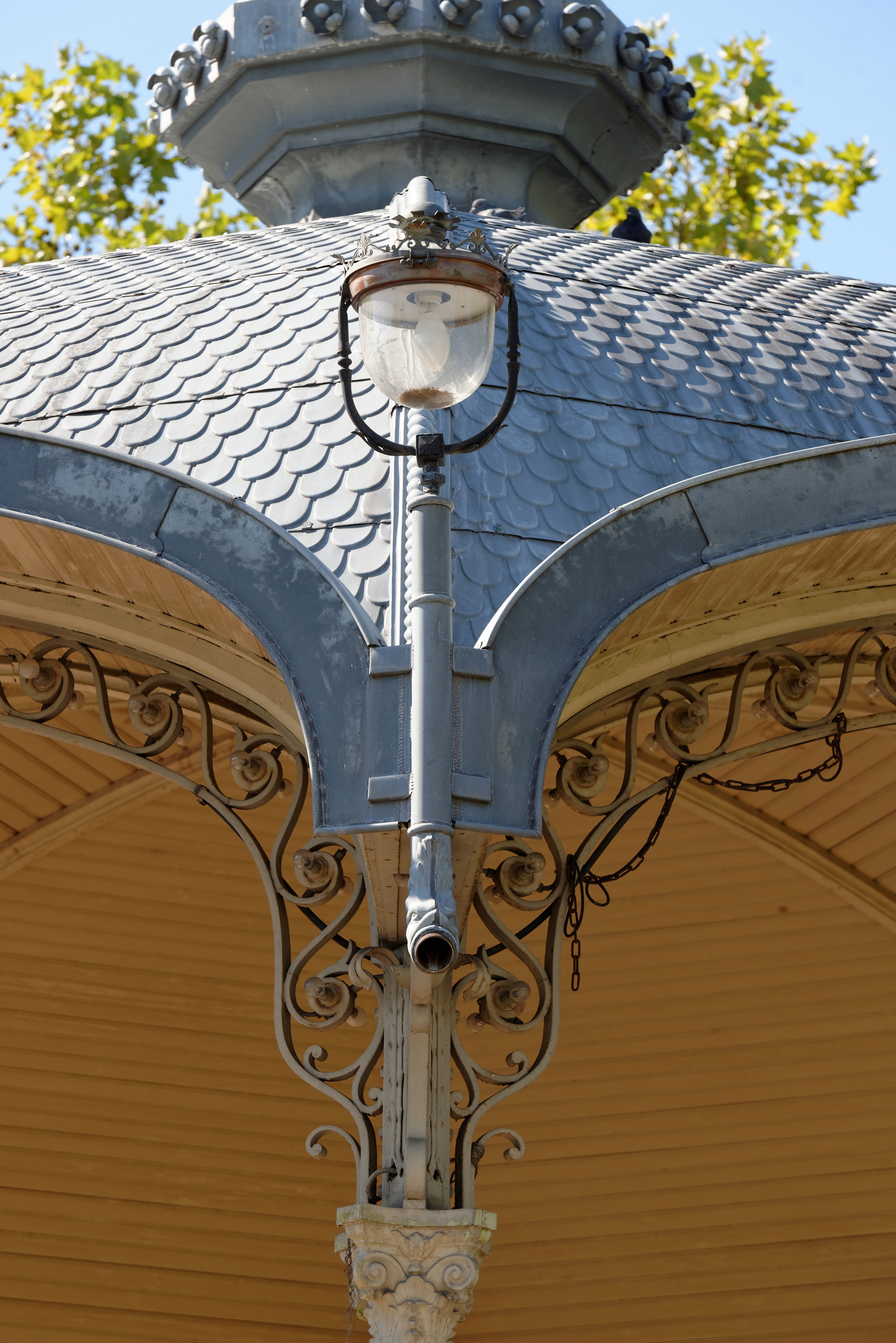
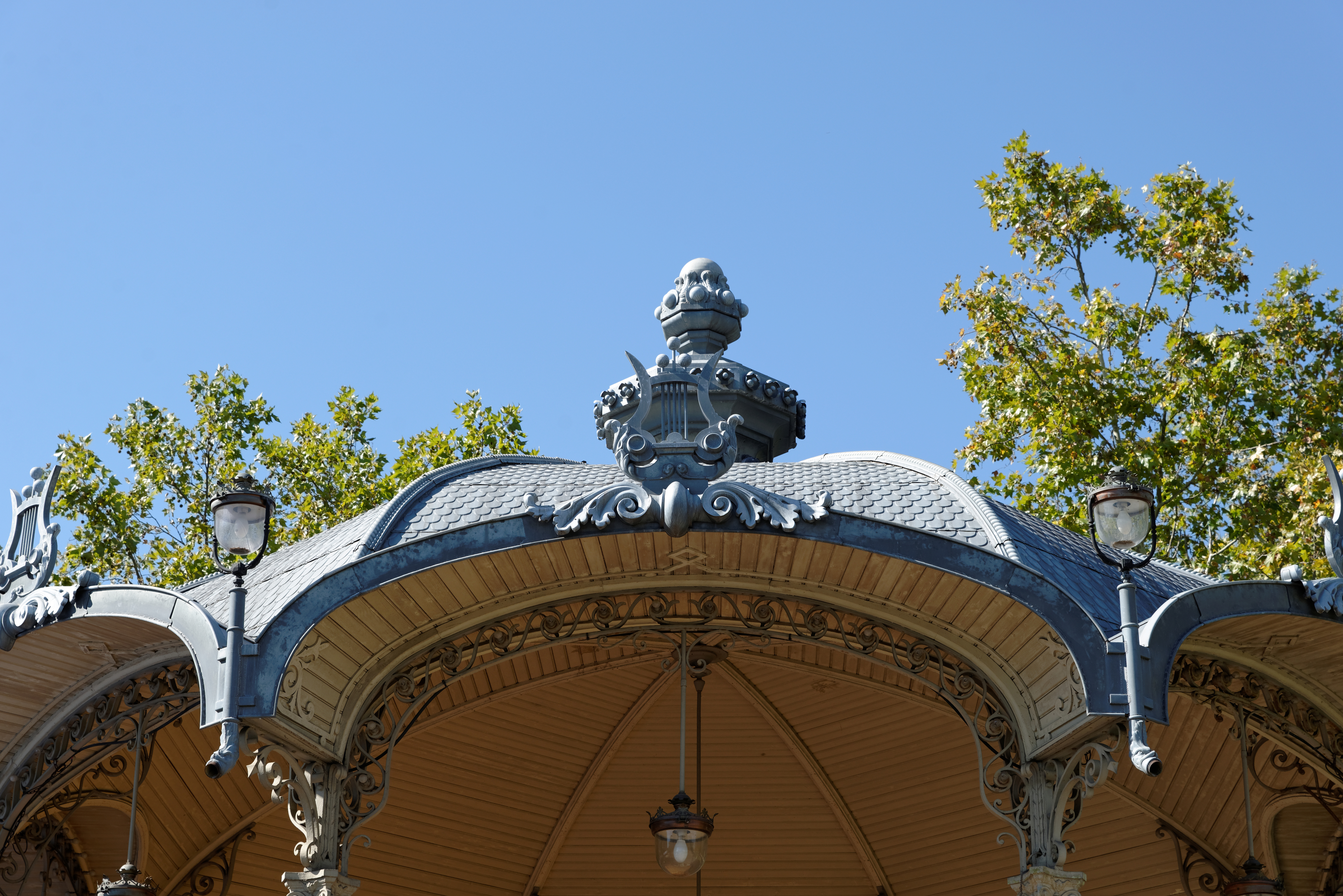
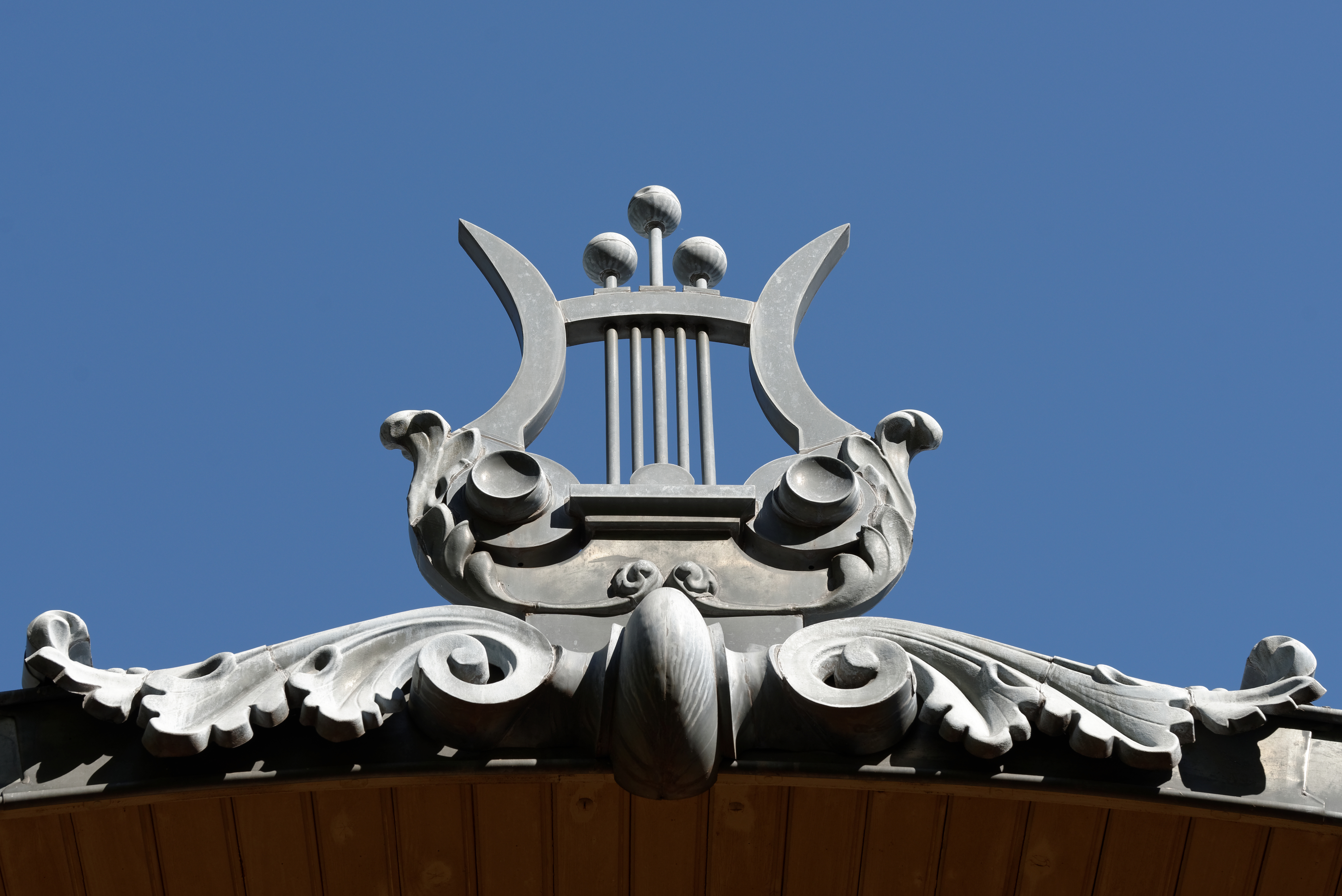
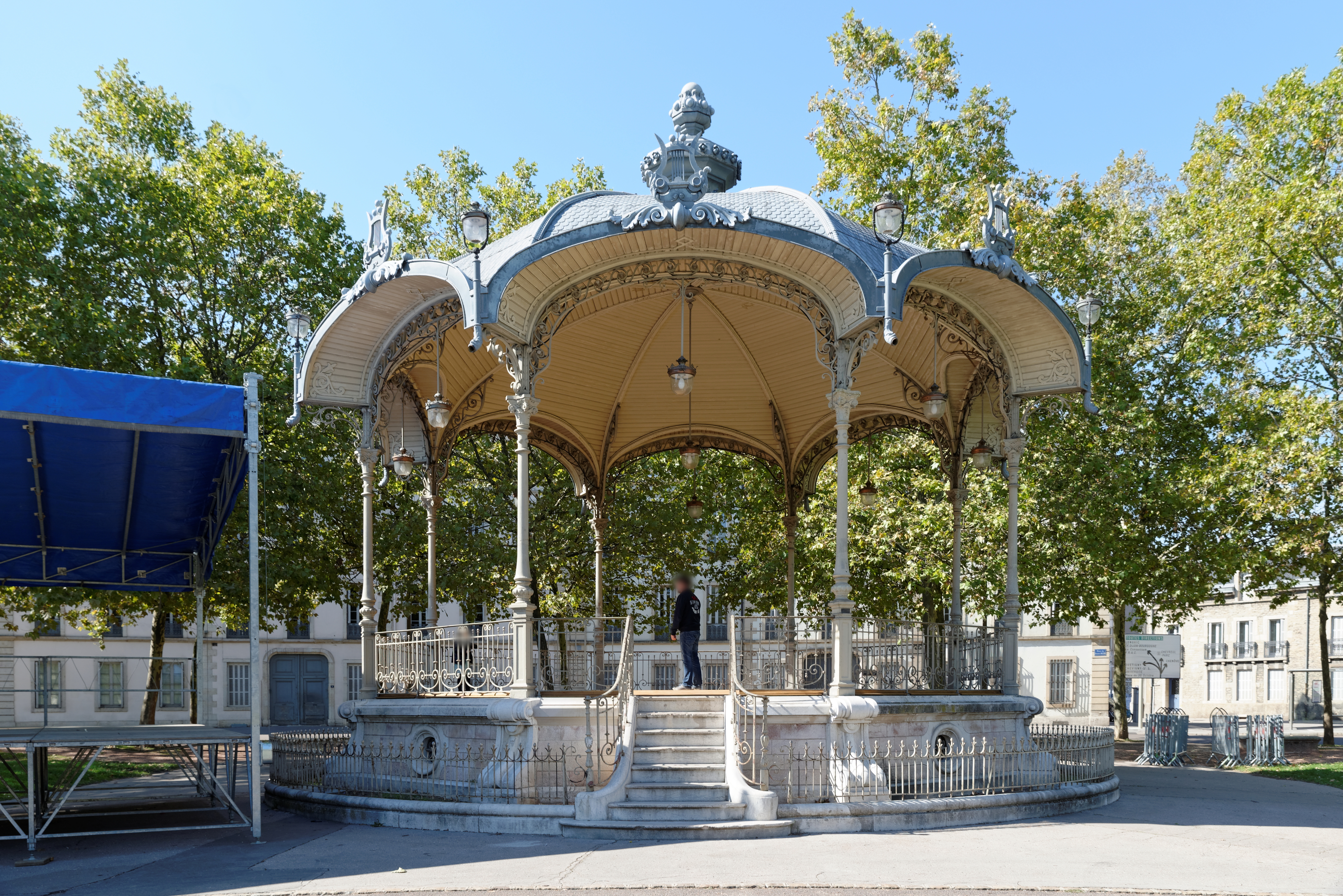